# Prljava bomba
Prljava bomba ili radiološki uređaj za raspršivanje, radiološko je oružje koje kombinira radioaktivni materijal s konvencionalnim eksplozivima. Svrha je bombe kontaminacija područja radioaktivnim materijalom, služeći prvenstveno kao uređaj za zabranu pristupa području civilima. Prljava bomba nije isto što i nuklearna eksplozija poput eksplozije fisijske bombe, koja proizvodi učinke eksplozije daleko veće od onoga što se može postići korištenjem konvencionalnih eksploziva. Za razliku od oblaka radioaktivnog materijala tipičnog za eksploziju fisijske bombe, radioaktivne tvari prljave bombe mogu se raspršiti samo unutar nekoliko stotina metara od mjesta eksplozije.
Prljave bombe dizajnirane su za raspršivanje radioaktivnog materijala na velikom području. Djeluju uglavnom kroz učinke radioaktivne kontaminacije na okoliš i povezane zdravstvene probleme uzrokovane zračenjem u pogođenom stanovništvu. Zadržavanje na okupu i dekontaminacija tisuća žrtava, kao i dekontaminacija pogođenog područja može zahtijevati znatno vrijeme i troškove, čineći područja dijelom neupotrebljivima i uzrokujući ekonomsku štetu. Prljave bombe mogu se koristiti za stvaranje masovne panike kao oružje terora.

## Učinak eksplozije prljave bombe
Kada se radi o implikacijama napada prljavom bombom, postoje dva glavna područja kojima se treba pozabaviti: 
- utjecaj na civile, ne samo suočavanje s neposrednim žrtvama i dugoročnim zdravstvenim problemima, već i psihološki učinak

- ekonomski učinak.

Nekoliko je analiza predvidjelo da od učinaka prljave bombe neće oboljeni ni umrijeti mnogo ljudi.

## Materijal za prljave bombe
Zbog njihove radioaktivnosti i distribucije, sljedeći radioizotopi su zamislivi izradu prljave bombe: Americij-241, Kalifornij-252, Cezij-137, Kobalt-60, Iridij-192, Plutonij-238, Stroncij-90. Te tvari koriste se za niz znanstvenih i medicinskih primjena. Lakše ih je nabaviti, šire su rasprostranjeni, podliježu manje strogim sigurnosnim propisima, pa ih je stoga puno lakše nabaviti nego fisijski materijal za nuklearno oružje.

## Prljave bombe i terorizam
Nakon napada 11. rujna porastao je strah od terorističkih skupina koje koriste prljave bombe, o čemu se često izvještavalo u medijima. Ovdje korišteno značenje terorizma opisano je definicijom Ministarstva obrane Sjedinjenih Američkih Država, a to je "proračunata uporaba nezakonitog nasilja ili prijetnje nezakonitim nasiljem kako bi se unio strah; s namjerom prisiliti ili zastrašiti vlade ili društva u svrhu ciljeva koji su općenito politički, vjerski ili ideološki."

## Testovi
Izrael je proveo četverogodišnji niz testova nuklearnih eksploziva kako bi izmjerio učinke ako bi ikada bile upotrebljene protiv Izraela, izvijestio je Haaretz 2015. godine. Prema izvješću, visoka razina zračenja izmjerena je samo u središtu eksplozija, dok je razina raspršivanja zračenja česticama nošenim vjetrom bila niska. Bombe navodno nisu predstavljale značajnu opasnost osim psihološkog učinka.

## Otkrivanje i prevencija
Prljave bombe mogu se spriječiti otkrivanjem nedopuštenih radioaktivnih materijala u transportu, alatima kao što je Radiation Portal Monitor. Slično tomu, nezaštićeni radioaktivni materijali mogu se detektirati na kontrolnim točkama pomoću Geigerovih brojača, detektora gama zraka. Skriveni materijali također se mogu otkriti rendgenskim pregledom, a emitirana toplina može se uhvatiti infracrvenim detektorima. Takve se uređaje, međutim, može zaobići jednostavnim transportom materijala preko nečuvanih dijelova obale ili drugih pustih graničnih područja.
IAEA preporučuje da se određeni uređaji koriste u tandemu na državnim granicama kako bi se spriječio prijenos radioaktivnih materijala, a time i izgradnja prljavih bombi. Oni definiraju četiri glavna cilja instrumenata za detekciju zračenja kao što su detekcija, verifikacija, procjena i lokalizacija, te identifikacija kao sredstvo za eskalaciju potencijalne radiološke situacije. IAEA također definira sljedeće vrste instrumenata:
- Instrumenti džepnog tipa: ovi instrumenti pružaju mobilnu opciju male snage za otkrivanje koja omogućuje sigurnosnim službenicima da pasivno skeniraju područje u potrazi za radioaktivnim materijalima. Ovi uređaji trebali bi se lako nositi, trebali bi imati alarmni prag tri puta veći od normalne razine zračenja i trebali bi imati dug vijek trajanja baterije, preko 800 sati.
- Ručni instrumenti: ovi se instrumenti mogu koristiti za otkrivanje svih vrsta zračenja (uključujući neutrone) i mogu se koristiti za fleksibilno pretraživanje određenih ciljeva. Ovi bi instrumenti trebali težiti jednostavnosti korištenja i brzini, idealno težiti manje od 2 kg i mogućnost mjerenja za manje od jedne sekunde.
- Fiksni, instalirani instrumenti: ovi instrumenti pružaju kontinuirani, automatski sustav detekcije koji može nadzirati pješake i vozila u prolazu. Kako bi djelovali učinkovito, pješake i vozila treba voditi blizu detektora, budući da je izvedba izravno povezana s dometom.

## Osobna sigurnost
Opasnosti od prljave bombe proizlaze iz početne eksplozije i radioaktivnih materijala. Kako bi se smanjio rizik od izloženosti radijaciji, FEMA predlaže sljedeće smjernice:
- Pokrijte usta i nos tkaninom kako bi se smanjio rizik od udisanja radioaktivnih materijala
- Izbjegavajte dodirivanja materijala zahvaenih eksplozijom
- Brzo se sklonite u zatvoreni prostor radi zaštite od radijacije
- Skinite i spakirajte odjeću. Držite odjeću dok nadležni organi ne upute kako je zbrinuti
- Najstojte zadržati radioaktivnu prašinu vani
- Uklonite svu moguću prašinu tuširanjem sapunom i vodom
- Izbjegavajte uzimanje kalijevog jodida jer samo sprečava učinke radioaktivnog joda, a može izazvati opasnu reakciju.